# 马杰三
马杰三（1924年—2015年4月22日），河北曲周人，中国人民解放军将领。

## 生平
1940年3月，参加中国人民解放军。1941年4月，加入中国共产党，在延安抗大三分校学习，后在一大队航空工程队工作。1945年，在延安机场任参谋，1945年10月赴东北参加老航校创建工作并学习飞行。1950年后，历任空军飞行大队长，团长，副师长，后曾任空5师师长。1960年8月至1962年6月，担任空军汕头指挥所副主任。1962年6月至1965年11月，担任空军第七军副军长。1965年12月至1968年5月，担任昆明军区空军指挥所副主任。1968年5月至1971年11月，担任昆明军区空军指挥所主任。2015年4月22日，在石家庄逝世，享年91岁。